# Darcel Yandzi
Darcel Yandzi (né le 11 juin 1973 à Brazzaville) est un judoka Français 7e dan. 
En 1993 il remporte le Championnat d'Europe de Judo à seulement 19 ans. La même année il se classe 3e des Championnats du Monde de Judo. Ce record de précocité est battu par Teddy Riner en 2007.
En 1996, il termine neuvième du tournoi olympique d'Atlanta en moins de 86 kig en étant battu en quart de finale (troisième combat) et en repêchage.

## Palmarès

### International
| Année | Tournoi                           | Place | Catégorie |
| ----- | --------------------------------- | ----- | --------- |
| 2001  | Championnat d'Europe de Judo 2001 | 7e    | -81 kg    |
| 1993  | Championnat du Monde de Judo 1993 | 3e    | -78 kg    |
| 1993  | Championnat d'Europe de Judo 1993 | 1er   | -78 kg    |

### Championnats de France
- Champion de France en -78 kg : 1992 et 1995